# 모라역
모라역(Mora station, 毛羅驛)은 대한민국 부산광역시 사상구 모라동에 있는 부산 도시철도 2호선의 지하철역이다.

## 특징
모라역 교차로에 역이 있으며, 출구는 4개로 모두 시내 방향에만 설치되어 있다. 인근에 강서대교와 중앙고속도로의 기점이 있고, 경부선 철로가 통과한다. 구남역에서 주택가를 통과하여 오른쪽으로 꺾은 곳에 역이 있다. 역 인근에 백양터널과 백양산 등산로 입구가 있다.

## 역명의 유래
역사(驛舍)가 위치한 모라동(毛羅洞)의 지명에서 유래하였다. 모라 지역은 삼한시대부터 마을을 이루고 살던 곳인데, 주로 마을의 고대어인 모라라는 말이 지금까지 이어져 오고 있다. 모라는 마을이라는 의미와 함께 마을의 중대사를 논하는 집회소라는 의미를 함께 가진다. 또한 모라 지역은 산 아래 낙동강 퇴적물이 쌓이는 곳이므로, 모래개, 몰개라는 말에서 유래하여 넓은 땅이라는 의미의 라(羅)와 함께 모라가 되었다고 해석하기도 한다. 중국 양나라 역사서인 양서에 신라의 수도를 건모라(健牟羅)라고 표기하고 있는데 이는 큰마을의 이두 표기로 모라는 마을의 고대어임을 보여준다.

## 역사
- 1999년 6월 30일 : 부산 도시철도 2호선 개통과 함께 영업 개시

## 역 구조
승강장은 2면 2선식의 상대식 승강장으로 운영된다. 스크린도어가 설치되어 있다. 이 역은 반대 방향으로 횡단이 불가능한 역이다.

### 승강장
| 모덕↑ |
| \| 상 |
| ↓구남 |

| 상행 | ● 부산 도시철도 2호선 | 사상·서면·대연·금련산·장산 방면 |
| 하행 | ● 부산 도시철도 2호선 | 덕천, 화명,호포,양산 방면       |

## 역 주변
- 모라초등학교
- 모라1동 행정복지센터
- 청소년지원센터
- 신모라사거리
- 북구청
- 북부산등기소
- 모라1파출소
- 모라중학교
- 모라2동 행정복지센터
- 모라벽산아파트

## 승차량 변동
| 역 노선 | 승차 인원 | 승차 인원 | 승차 인원 | 승차 인원 | 승차 인원 | 승차 인원 | 승차 인원 | 승차 인원 | 승차 인원 | 승차 인원 | 승차 인원 | 승차 인원 | 승차 인원 | 승차 인원 | 주 석 |
| 역 노선 | 2002년    | 2003년    | 2004년    | 2005년    | 2006년    | 2007년    | 2008년    | 2009년    | 2010년    | 2011년    | 2012년    | 2013년    | 2014년    | 2015년    | 주 석 |
| ------- | --------- | --------- | --------- | --------- | --------- | --------- | --------- | --------- | --------- | --------- | --------- | --------- | --------- | --------- | ----- |
| 2호선   | 6501      | 6123      | 5799      | 5550      | 4796      | 4291      | 4403      | 4397      | 4521      | 4891      | 4916      | 4941      | 5015      | 4982      | [ 1 ] |

## 사진

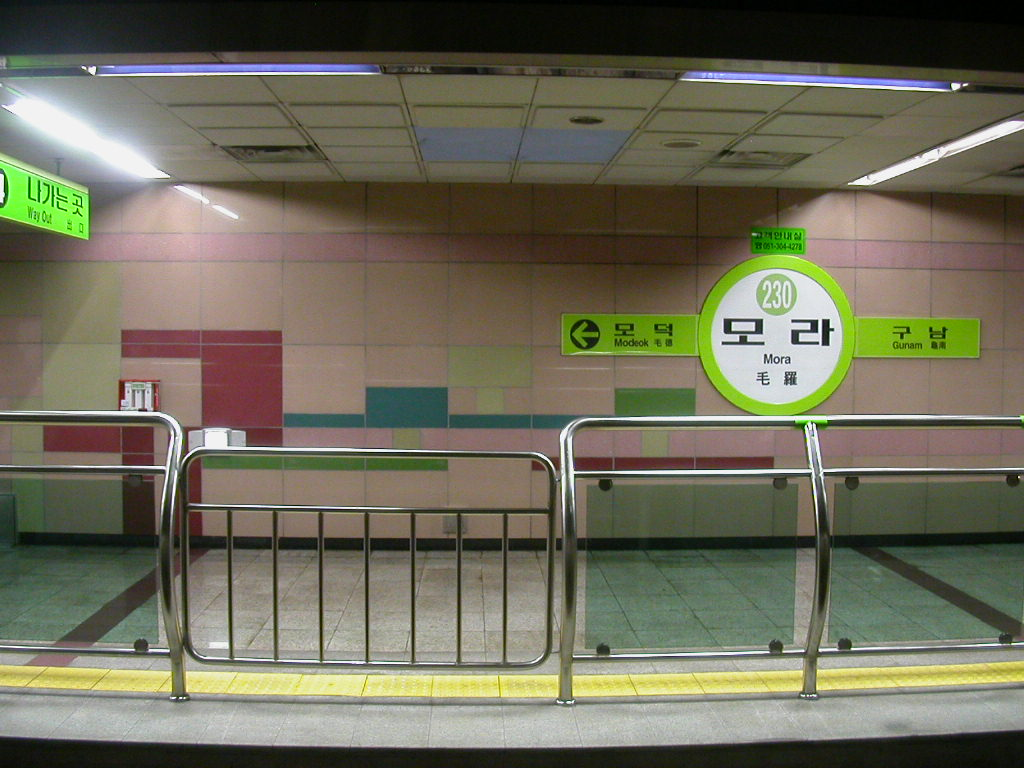
승강장(스크린도어 설치 전)

## 인접한 역
| 부산 도시철도 2호선 | 부산 도시철도 2호선   | 부산 도시철도 2호선 |
| ------------------- | --------------------- | ------------------- |
| 229 모덕 장산 방면  | ● 부산 도시철도 2호선 | 231 구남 양산 방면  |